# Bahía Lanisso
La bahía de Lanisso es una bahía frente a la esquina suroeste de Nueva Irlanda, Papúa Nueva Guinea. Se encuentra al otro lado de cabo San Jorge desde la Isla Lambom. La Bahía Lavinia es una cala en la bahía de Lanisso, aproximadamente a 3 millas al norte de cabo San Jorge.